# Panos H. Koutras
Panos H. Koutras, pseudonimo di Panagiōtīs Koutras (Παναγιώτης Κούτρας; Atene, ...), è un regista e sceneggiatore greco.

## Biografia
Figlio di un direttore di banca, ha studiato alla London Film School per poi laurearsi all'Università Pantheon-Sorbona con una tesi sul melodramma americano di Minnelli, Sirk e Ray. Il suo lungometraggio d'esordio, I epithesī tou gigantiaiou mousaka, parodia a costo zero dei classici film di serie B (la trama ruota attorno a una moussakà gigante che, frutto di una mutazione aliena, colpisce Atene) girata nel corso di cinque anni, è diventato un cult in Francia nei primi anni duemila. Ciò ha fatto sì che tutti i suoi film successivi venissero co-prodotti dalla Francia, ad esempio Pazza idea (2014), presentato nella sezione Un Certain Regard del 67º Festival di Cannes e in seguito proposto dalla Grecia per l'Oscar al miglior film straniero.
È stato due volte membro di una giuria a Cannes, nell'edizione 2015 in quella di Un Certain Regard e quattro anni più tardi in quella dedicata ai cortometraggi.
È dichiaratamente omosessuale e molti suoi film affrontano tematiche LGBT.

## Filmografia

### Regista e sceneggiatore
- I epithesī tou gigantiaiou mousaka (1999)
- Alīthinī zōī (2004)
- Strella (2009)
- Pazza idea (Xenia) (2014)
- Dodo (2022)

### Produttore
- Strella (2009)
- Pazza idea (Xenia) (2014)

## Riconoscimenti
- Festival di Cannes
  - 2014 – In concorso per il premio Un Certain Regard per Pazza idea
  - 2014 – In concorso per la Queer Palm per Pazza idea
- Festival MIX Milano
  - 2014 – Menzione speciale al miglior film per Pazza idea